# Mok Ka Sha
Mok Ka Sha (chinesisch 莫卡莎; * 23. Oktober 1962 in Guangdong) ist eine Tischtennisspielerin aus Hongkong. Sie nahm in den 1980er Jahren einmal an den Olympischen Spielen und viermal an Weltmeisterschaften teil.

## Werdegang
Mok Ka Sha wurde 1962 in China geboren. Als Zehnjährige begann sie mit dem Tischtennissport und wurde von professionellen Trainern gefördert. Anfang der 1980er Jahre wanderte die Familie in die chinesische Sonderverwaltungszone Macau aus, allerdings startete Mok Ka Sha fortan unter der Flagge Hongkongs.
Ihre ersten internationalen Erfolge erzielte sie 1983 bei den Commonwealth-Meisterschaften in Kuala Lumpur. Hier erreichte sie im Einzel das Halbfinale, Gold holte sie im Doppel mit Chai Man und im Mannschaftswettbewerb. Weitere Medaillen bei den Commonwealth-Meisterschaften gewann sie 1985 mit Silber im Mixed (mit Lo Chuen Tsung) sowie 1989 mit Bronze im Einzel und Gold im Teamwettbewerb.
Von 1983 bis 1989 wurde sie für vier Weltmeisterschaften nominiert. Dabei erreichte sie 1989 mit der Mannschaft das Halbfinale. Bei der WM 1983 waren sie und ihr jüngerer Bruder Mok Kar Lai aktiv, der jedoch für Macau auflief.
1988 qualifizierte sie sich für die Teilnahme an den Olympischen Spielen. Hier belegte sie im Einzel in den Gruppenspielen nach vier Siegen und einer Niederlage (gegen Li Huifen) den ersten Platz. In der Hauptrunde schied sie gegen Flyura Bulatova-Abbate (URS) aus. Dem Doppel mit Hui So Hung gelang in den Gruppenspielen nur ein Sieg in sieben Begegnungen, womit der Einzug in die Hauptrunde verpasst wurde.
In der Weltrangliste belegte sie 1985 Platz 20.

## Deutschland
Mitte 1987 übersiedelte Mok Ka Sha nach Deutschland wegen ihres Landsmannes Chan Kong Wah, den sie später heiratete und mit dem sie seit Mitte 1990 ein Kind hat. Wegen ihrer Aktivitäten als Nationalspielerin von Hongkong war sie weder in der 1. noch in der 2. deutschen Bundesliga spielberechtigt. Wegen der Kürze der Zeit bis zum Endtermin für einen Vereinswechsel schloss sie sich dem Bezirksklasseverein DJK VfR Saarn aus Mülheim an der Ruhr an. Ein Jahr später wechselte sie in die Oberliga zum VfB Kirchhellen. 1990 verhalf sie der Damenmannschaft des PSV Oberhausen zum Aufstieg in die Regionalliga. In der Saison 2003/04 war sie beim Oberligaverein TTC HS Schwarza 2 aktiv, den sie 2004 wieder verließ.

## Turnierergebnisse
| Verband | Veranstaltung            | Jahr | Ort          | Land | Einzel        | Doppel           | Mixed         | Team |
| ------- | ------------------------ | ---- | ------------ | ---- | ------------- | ---------------- | ------------- | ---- |
| HKG     | Asienmeisterschaft ATTU  | 1988 | Niigata      | JPN  | letzte 16     |                  |               |      |
| HKG     | Asienmeisterschaft ATTU  | 1986 | Shenzhen     | CHN  | Viertelfinale |                  |               |      |
| HKG     | Asian Cup                | 1985 | Singapur     | SIN  | 8             |                  |               |      |
| HKG     | Asian Cup                | 1983 | Wuxi         | CHN  | 10            |                  |               |      |
| HKG     | Asienspiele              | 1986 | Seoul        | KOR  | Viertelfinale |                  | Viertelfinale |      |
| HKG     | Commonwealth Meistersch. | 1989 | Cardiff      | WAL  | Halbfinale    |                  |               | 1    |
| HKG     | Commonwealth Meistersch. | 1985 | Douglas      | IMN  |               |                  | Silber        |      |
| HKG     | Commonwealth Meistersch. | 1983 | Kuala Lumpur | MAS  | Halbfinale    | Gold             |               | 1    |
| HKG     | Olympische Spiele        | 1988 | Seoul        | KOR  | letzte 16     | sofort ausgesch. |               |      |
| HKG     | Weltmeisterschaft        | 1989 | Dortmund     | FRG  | letzte 64     | letzte 64        | keine Teiln.  | 3    |
| HKG     | Weltmeisterschaft        | 1987 | New Delhi    | IND  | letzte 32     | keine Teiln.     | letzte 64     | 13   |
| HKG     | Weltmeisterschaft        | 1985 | Göteborg     | SWE  | letzte 16     | keine Teiln.     | Qual          | 13   |
| HKG     | Weltmeisterschaft        | 1983 | Tokio        | JPN  | letzte 32     | letzte 32        | Qual          | 17   |